# Stefan Szwarczewski
Stefan Szwarczewski (ur. 5 października 1944) – polski lekkoatleta, skoczek wzwyż, medalista mistrzostw Polski, reprezentant Polski.

## Kariera sportowa
Był zawodnikiem Gwardii Wrocław.
W latach 1967–1968 reprezentował Polskę w sześciu meczach międzypaństwowych, odnosząc jedno zwycięstwo indywidualne. M.in. wystąpił w półfinale Pucharu Europy w 1967, zajmując 4. miejsce, z wynikiem 2,05. 
Na mistrzostwach Polski seniorów na otwartym stadionie wywalczył dwa srebrne medale (1964, 1967).
Rekord życiowy w skoku wzwyż: 2,10 (3.08.1967).